# 중앙아프리카 공화국의 공휴일
중앙아프리카 공화국의 공휴일은 다음과 같다.
| 날짜           | 이름                     | 비고          |
| -------------- | ------------------------ | ------------- |
| 1월 1일        | 새해 첫날                |               |
| 3월 29일       |                          |               |
| 3~4월 중(이동) | 이스터 먼데이            | 부활절 다음날 |
| 5월 1일        | 노동절                   |               |
| 5~6월 중(이동) | 주님 승천 대축일         |               |
| 5~6월 중(이동) | 오순절 다음날            | 월요일        |
| 8월 13일       | 독립기념일               |               |
| 8월 15일       | 성모 승천 대축일         |               |
| 11월 1일       | 모든 성인 대축일         |               |
| 12월 1일       | 중앙아프리카 공화국의 날 |               |
| 12월 25일      | 크리스마스               |               |